# Edvard Križnič
Edvard Križnič, slovenski veterinar in prosvetni delavec, * 11. oktober 1908, Opčine, † 28. avgust 1968, Trst. 

## Življenje in delo
Ljudsko šolo je končal v rojstnem kraju. Med vojno je začel gimnazijo v Trstu, nadaljeval v Ljubljani ter leta 1927 končal v Novem mestu. Veterinarsko medicino je študiral na Univerzi v Bologni ter leta 1932 doktoriral. Služboval je v več krajih v Istri in na Krasu: na Pivki, v Umagu, Hrpeljah, Sežani, po 2. svetovni vojni pa na Opčinah in Proseku kot pokrajinski veterinar za zgornjo Kraško okolico. Kot zaveden Slovenec je bil pod fašizmom zaprt v tržaških in koprskih zaporih ter konfiniran v Tali v pokrajini Arezzo. Po italijanski kapitulaciji se je vrnil domov in stopil v partizane. V 9. korpusu je bil odgovoren za organizacijo veterinarske službe. 
Križnič je že kot dijak deloval v mladinskih društvih, zlasti v športnih, po osvoboditvi pa na Opčinah v prosvetnem društvu in Zvezi športnih društev Partizan. Ko sta v zvezi s Informbirojem leta 1948 na Opčinah nastali dve prosvetni društvi in obe skromno delovali je Križnič 1967 dal pobudo za Partizanski tabor na Opčinah, ki je postal tradicionalen. Od takrat naprej se je  prosvetno delo na Opčinah organiziralo v novem enotnem v Prosvetnem društvu Tabor. 